# Ernst Otto Fischer
Ernst Otto Fischer (10 de noviembre de 1918-23 de julio de 2007) fue un químico y profesor universitario alemán, quien ganó un Premio Nobel por su trabajo pionero en el área de la química organometálica.

## Biografía
Ernst nació en Solln, cerca de Múnich, el 10 de noviembre de 1918. Sus padres fueron Karl T. Fischer, Profesor de Física en la Universidad Tecnológica (UT) de Múnich, y Valentine née Danzer. Se graduó en 1937 con Abitur. Antes de completar dos años de servicio militar obligatorio, estalló la Segunda Guerra Mundial, y debió prestar servicio en Polonia, Francia y Rusia. Durante un período de licencia por estudios, hacia fines de 1941 comenzó a estudiar química en la UT de Múnich. Tras el fin de la Guerra, fue liberado por los estadounidenses en el otoño de 1945 y reanudó sus estudios, graduándose en 1949.
En 1964 fue elegido como miembro de la sección de Matemática/Ciencias Naturales de la Academia Bávara de Ciencias. En 1969 fue designado miembro de la Academia alemana de las ciencias naturales Leopoldina y en 1972 fue otorgado un doctorado honorario por la Facultad de Química y Farmacia de la Universidad de Múnich.

## Investigaciones científicas
Trabajó en su tesis de doctorado como asistente del Profesor Walter Hieber en el Instituto de Química Inorgánica. Su tesis se tituló "Los Mecanismos de las Reacciones Monóxido de Carbono de Sales de Níquel (II) en Presencia de Ditionita y Sulfoxilato". Luego de recibir su doctorado en 1952, continuó con su investigación en la química organometálica del metal de transición y en su tesis sobre "Los Complejos Metálicos de Ciclopentadienos e Indenos". En 1955 fue designado conferenciante en la Universidad Tecnológica, en 1957 profesor y luego en 1959, profesor C4. En 1964 tomó el cargo de Jefe de Química Inorgánica en la UT.
Ernst dio conferencias alrededor del mundo sobre complejos metálicos de ciclopentadienil, indenil, olefinas y carbonilos metálicos. En los años 60, su grupo descubrió un metal-alquilideno y complejos alquilidinos, desde entonces llamados carbenos y carbinos Fischer. En total, publicó alrededor de 450 artículos y entrenó a varios estudiantes de PhD y postdoctorado, muchos de los cuales siguieron carreras importantes. Entre sus múltiples conferencias en el extranjero, fue Conferenciante de Firestone en la Universidad de Wisconsin (1969), profesor visitante en la Universidad de Florida (1971) y profesor visitante de Arthur D. Little, Inc. en el Instituto Tecnológico de Massachusetts (1973).
Recibió muchos premios incluyendo, en 1973 junto a Geoffrey Wilkinson, el Premio Nobel de Química por su trabajo sobre compuestos organometálicos.